# Triora
Triora (im Ligurischen: Triêua) ist eine italienische Gemeinde mit 400 Einwohnern (Stand 31. Dezember 2023) in der Provinz Imperia in Ligurien. Mit 67,74 Quadratkilometern Fläche ist sie die größte Gemeinde der Provinz Imperia.
Triora ist Mitglied der Vereinigung I borghi più belli d’Italia (Die schönsten Orte Italiens). 
Seit 2021 ist Triora Teil der internationalen Alpenvereinsinitiative Bergsteigerdörfer. 

## Geographie
Triora liegt im Valle Argentina und gehört mit seinem besonders weitläufigen Territorium zu der Comunità Montana Argentina Armea. Der Hauptort liegt auf 780 Metern Höhe, an den Südhängen eines Berggrats, der vom Saccarellomassiv zum engen Tal des Flusses Argentina abfällt. Triora ist circa 47 Kilometer von der Provinzhauptstadt Imperia entfernt.
Nach der italienischen Klassifizierung bezüglich seismischer Aktivität wurde die Gemeinde der Zone 3 zugeordnet. Das bedeutet, dass sich Triora in einer seismisch wenig aktiven Zone befindet.

## Klima
Durch die erhöhte Lage und die relativ große Distanz zum Ligurischen Meer hat Triora ein gemäßigtes Gebirgsklima, mit ausgeprägten Temperaturschwankungen im Laufe des Tages. Trotzdem kommt es im Winter nicht zu massiven Kältegraden, da das Dorf relativ lange direktes Sonnenlicht erhält und nicht von der thermischen Inversion der Täler betroffen ist. Die hohe Felswand, die im Norden das Argentinatal abschließt und ausnahmslos über 2000 Meter hoch ist, schirmt die Zone gegen die Nordwinde aus der Po-Ebene ab. Diese verursachen im nahegelegenen Val Tanaro Regen- und Schneefall.
Die Gemeinde wird unter Klimakategorie F klassifiziert, da die Gradtagzahl einen Wert von 3039 besitzt. Das heißt, Triora unterliegt nicht der gesetzlich geregelte Heizperiode.

## Gemeindepartnerschaften
Triora unterhält seit 2006 eine Partnerschaft mit der französischen Gemeinde La Brigue.